# Tachornis
Tachornis är ett fågelsläkte med palmseglare i familjen seglare med tre arter som förekommer i Sydamerika och Västindien:
- Karibpalmseglare (T. phoenicobia)
- Dvärgpalmseglare (T. furcata)
- Sydamerikansk palmseglare (T. squamata)

Ytterligare en art, puertoricopalmseglaren (Tachornis uranoceles), dog ut under holocen.